# كينسوكي كاكمي
كينْسوكي كاگَمي (باليابانية: 加賀見 健介) (مواليد 21 نوفمبر 1974)، هو لاعب كرة قدم ياباني سابق كان يلعب كلاعب وسط.

## وصلات خارجية
- كينسوكي كاكمي على موقع رابطة كرة القدم اليابانية للمحترفين (اليابانية)
- كينسوكي كاكمي على موقع عالم كرة القدم.نت (الإنجليزية)